# Iran na Letnich Igrzyskach Olimpijskich 1900
Iran na igrzyskach w Paryżu był reprezentowany przez jednego szermierza.

## Wyniki

### Szermierka
Szpada
- Freydoun Malkom - odpadł w eliminacjach